# アラン・ラッド
アラン・ラッド（Alan Walbridge Ladd、1913年9月3日 - 1964年1月29日）は、アメリカ合衆国出身の俳優である。西部劇映画の代表作『シェーン』で主役のシェーンを演じたことで知られる。

## 略歴
1913年9月3日にアーカンソー州ホットスプリングスで生まれた。4歳の頃に父親を亡くし、母親のアイナと共にカリフォルニア州に移る。高校時代は水泳と陸上競技で活躍し、オリンピック出場を目指すものの、怪我のためにスポーツ選手の夢を断念する。卒業後はハンバーガー・ショップを開店するも、映画スタジオの裏方の仕事やエキストラなどするようになる。長い下積みを経て、1941年にグレアム・グリーン原作の『拳銃貸します』で演じた非情な殺し屋役で人気を獲得する。このとき共演したヴェロニカ・レイクとは『ガラスの鍵』『青い戦慄』でも共演することになる。B級フィルム・ノワールの主演スターとして活躍したラッドは、1953年のジョージ・スティーヴンス監督の西部劇『シェーン』でその人気を決定的なものにする。それ以降も西部劇で主役を演じ、身長168cmと小柄ながらも精悍な身のこなしで50年代後半までハリウッドを代表するスターとなった。だが作品数は当時のハリウッドの大スターにしては多くない。
1955年にジョージ・スティーヴンスより、壮大な家族ドラマ『ジャイアンツ』にジェット・リンク役をオファーされるが断ってしまう。その後、ジェット・リンク役はジェームズ・ディーンが演じ、ディーンの代表作のひとつとなった。50年代後半を過ぎてからは人気に陰りをみせて自身もノイローゼになっていく。
1962年11月に拳銃による自殺を図るが未遂に終わる。1963年には『大いなる野望』に助演し、カムバックするかに見えた。実際に『大いなる野望』は翌年公開され、その年の最も有名な映画の一本になったが、生前のラッドが本作の上映を見ることは叶わなかった。1964年にパームスプリングスで死亡しているのが発見される。不眠症用に服用していた睡眠薬とアルコールを多量に摂取したことが原因だった。

## 家族
二番目の妻は1920年代末～1930年代にアイドル女優として活躍後、俳優のエージェントに転向したスー・キャロル。知り合った当時は無名俳優だったアラン・ラッドの人間性と才能に惚れ込んだ妻の尽力で、次々と人気作品に起用されスターへの足がかりを掴んだ。最初の妻との間に生まれた息子のアラン・ラッド・Jrは、60年代後半から70年代にかけての名プロデューサーであり、後に、20世紀フォックス、UA、メトロ・ゴールドウィン・メイヤーの社長を歴任した。20世紀フォックス時代に、他社で企画を没にされていた『スター・ウォーズ』の製作にゴー・サインの決断をくだした人物でもある。
またスー・キャロルとの間に儲けた息子で、製作者のデビッド・ラッドの元妻は、テレビドラマ『チャーリーズ・エンジェル』で知られる女優のシェリル・ラッド。その娘で、アラン・ラッドからは孫にあたるジョーダン・ラッドも女優。

## 主な出演作品
| 公開年 | 邦題 原題                                   | 役名                      | 備考                            |
| ------ | ------------------------------------------- | ------------------------- | ------------------------------- |
| 1938   | 華麗なるミュージカル The Goldwyn Follies    | 歌手                      | ノンクレジット                  |
| 1940   | 海洋児 Captain Caution                      | ニュートン                |                                 |
| 1941   | 市民ケーン Citizen Kane                     | 新聞記者                  |                                 |
| 1941   | リラクタント・ドラゴン The Reluctant Dragon | アル                      |                                 |
| 1942   | パリのジャンヌ・ダーク Joan of Paris        | ベイビー                  | 日本未公開、1963年にNHKで放送。 |
| 1942   | 拳銃貸します This Gun for Hire              | フィリップ・レイヴン      |                                 |
| 1944   | 愛のあけぼの And Now Tomorrow               | メラン・ヴァンス博士      |                                 |
| 1945   | ハリウッド宝船 Duffy's Tavern               | 本人                      |                                 |
| 1946   | 青い戦慄 The Blue Dahlia                    | ジョニー                  |                                 |
| 1946   | 最後の地獄船 Two Years Before the Mast      | チャールズ・スチュワート  |                                 |
| 1947   | 密輸空路 Calcutta                           | ニール・ゴードン          |                                 |
| 1947   | ハリウッド・アルバム Variety Girl           | 本人                      |                                 |
| 1947   | サイゴン密輸空路 Saigon                     | ラリー・ブリッグス少佐    |                                 |
| 1948   | ネブラスカ魂 Whispering Smith               | スミス                    |                                 |
| 1948   | 栄光は消えず Beyond Glory                   | ロッキー                  |                                 |
| 1949   | 暗黒街の巨頭 The Great Gatsby               | ジェイ・ギャツビー        |                                 |
| 1949   | 恐喝の街 Chicago Deadline                   | エド・アダムズ            |                                 |
| 1950   | 烙印 branded                                | チョヤ                    |                                 |
| 1950   | 別働隊 Captain Carey U.S.A                  | ケイリー大尉              |                                 |
| 1951   | 対決 Appointment with Danger                | アル・ゴダード            |                                 |
| 1952   | 血ぬられし欲情 The Iron Mistress            | ジム                      |                                 |
| 1952   | 赤い山 Red Mountain                         | ブレット                  |                                 |
| 1953   | 流刑の大陸 Botany Bay                       | ヒュー・タラント          |                                 |
| 1953   | 砂漠部隊 Desert Legion                      | ラータル大尉              |                                 |
| 1953   | シェーン Shane                              | シェーン                  | キネマ旬報ベストテン第7位       |
| 1953   | 赤いベレー The Red Beret                    | カナダ                    |                                 |
| 1954   | 零下の地獄 Hell Below Zero                  | ダンカン                  |                                 |
| 1954   | サスカチワンの狼火 Saskatchewan             | トーマス                  |                                 |
| 1954   | 男の城 The Black Knight                     | ジョン                    |                                 |
| 1954   | 太鼓の響き Drum Beat                        | ジョニー・マッケイ        |                                 |
| 1955   | マッコーネル物語 The McConnell Story        | ジョセフ・C・マッコーネル |                                 |
| 1956   | 東方の雷鳴 Thunder in the East              | スティーブ                |                                 |
| 1956   | 地獄の埠頭 Hell on Frisco Bay               | スティーブ                |                                 |
| 1956   | サンチャゴ Santiago                         | キャッシュ・アダムス      |                                 |
| 1957   | 島の女 Boy on a Dolphin                     | コールダー博士            |                                 |
| 1957   | 大荒原 The Big Land                         | モーガン                  |                                 |
| 1958   | 悪人の土地 The Badlanders                   | ピーター                  |                                 |
| 1958   | 誇り高き反逆者 The Proud Rebel              | ジョン・チャンドラー      |                                 |
| 1960   | 戦う若者たち All the Young Men              | キンケード                |                                 |
| 1960   | 大爆破 Guns of the Timberland               | ジム・ハドレー            |                                 |
| 1960   | 地獄へ片足 One Foot in Hell                 | ミッチ                    |                                 |
| 1961   | 西十三番街 13 West Street                   | ウォルト・シェリル        |                                 |
| 1964   | 大いなる野望 The Carpetbaggers              | ネバダ・スミス            |                                 |